# Топлес

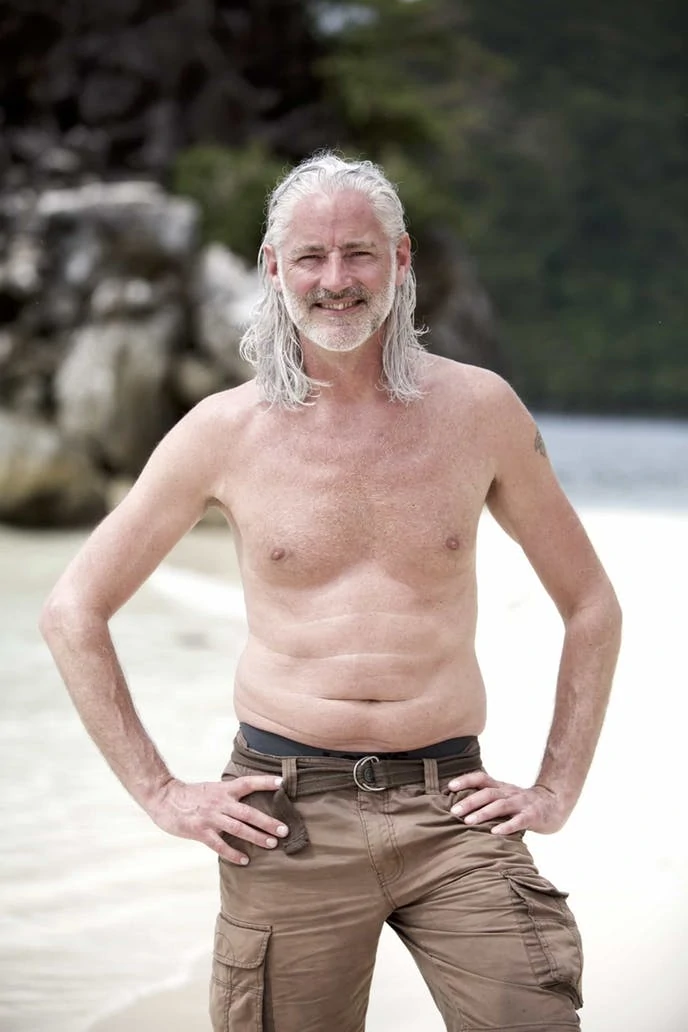
Чоловік топлес на пляжі (2022)

То́плес (англ. topless — без верху) — людська оголеність вище пояса, зокрема оголені груди, особливо в громадських місцях або у візуальному середовищі.
Соціальні норми щодо топлес відрізняються залежно від контексту та місця. Топлес є нормою в багатьох корінних суспільствах. Однак соціальні норми багатьох інших країн часто підкріплені законами, які вимагають від жінок прикривати груди на публіці. Публічне грудне вигодовування часто звільняється від законів про публічну непристойність. Топлес також може вважатися прийнятним з освітніх, медичних чи політичних міркувань. Однак суспільства схильні негативно ставитися до оголення грудей і суворо регулювати або забороняти його.
Найчастіше поява топлес у громадських місцях покликана привернути увагу суспільства та влади до певних проблем соціального чи політичного характеру.

## Етимологія
Слово «топлес» зазвичай стосується жінки, яка оголена вище талії або стегон або принаймні оголених грудей, зокрема ареол та сосків. Це може описувати позування або виступи з відкритими грудьми, як-от «модель топлес» чи «танцюристка топлес», або діяльність, наприклад «засмагати топлес». Це може вказувати на визначене місце, де топлес дозволений, наприклад «топлес-пляж» або «топлес-бар». Слово також використовується для опису одягу, що відкриває груди, як-от «топлес купальник» (монокіні).
Слово «топлес» може мати сексуальний або ексгібіціоністський підтекст. Через це прихильники руху ввели альтернативний термін «topfree».

## Історія

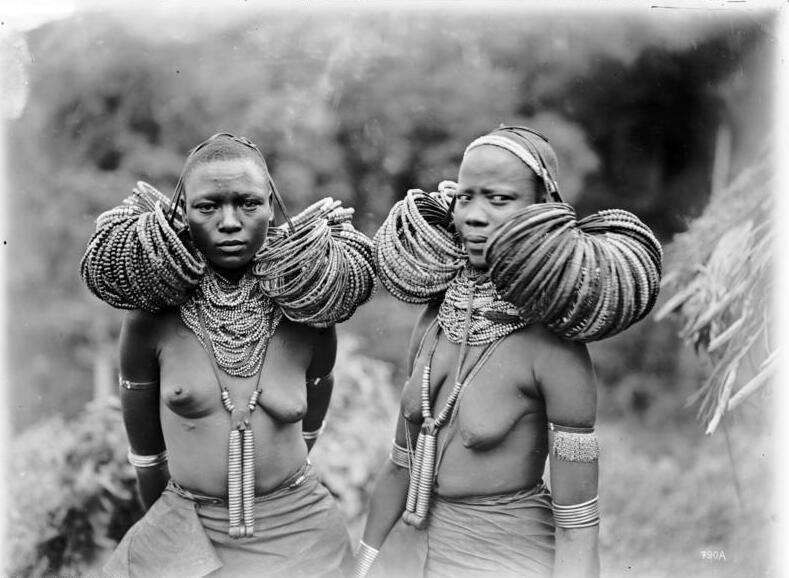
Жінки Німецької Східної Африки між 1906 та 1918

Протягом історії ставлення до топлес сильно різнилося в різних культурах. До прибуття християнських місіонерів відсутність одягу вище талії як у жінок, так і у чоловіків було нормою в традиційних культурах Північної Америки, країн Африки, Австралії та островів Тихого океану. Практика топлес також була нормою в різних азійських культурах до мусульманської експансії в XIII-XIV століттях. Це залишається нормою у багатьох культурах корінних народів і донині.
Залежно від людських поглядів жінка топлес може пов'язуватися з нудизмом або ексгібіціонізмом. 
При цьому протягом всієї історії жіночі груди з'являлися в західному мистецтві та візуальних медіа, від живопису та скульптури до кіно та фотографії, і такі уявлення, як правило, захищаються на підставі художніх достоїнств.

## Топлес у спорті
У ряді видів спорту чоловіки змагаються топлес. Жінки змагаються в топах або футболках.

## Топлес за країнами

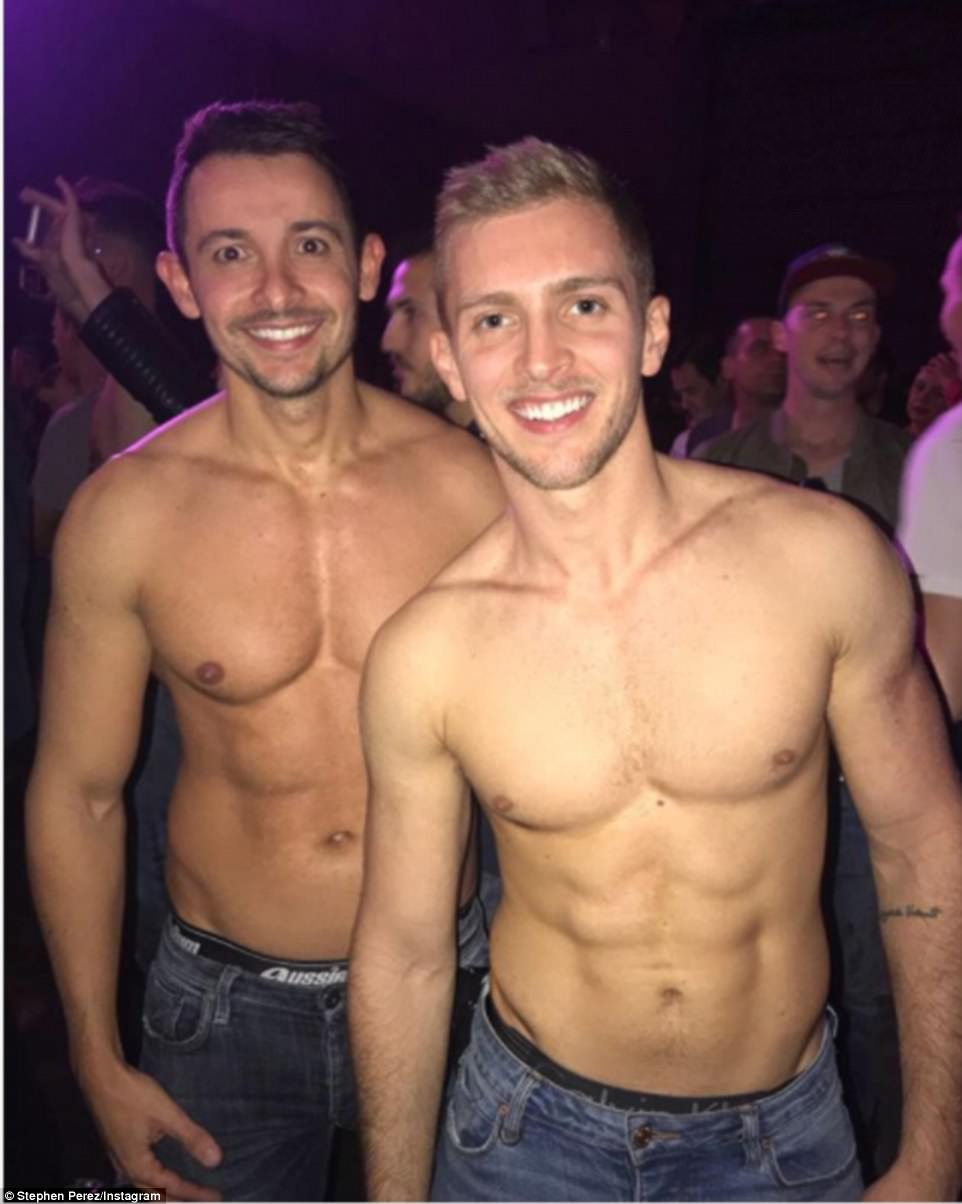
Чоловіки топлес на вечірці

Жінки топлес є більш прийнятними у США і Канаді. В той же час у Південній Америці і у більшості країн Європи, де досі поширені більш пуританські устої, жінки топлес жінки можуть бути притягнуті до відповідальності за непристойне оголення. На багатьох пляжах і курортах, особливо в Європі та Австралії, жінки можуть офіційно чи неофіційно засмагати топлес.
Існує рух (Topfree equality) за рівні права між чоловіками та жінками на появу в громадських місцях з оголеними грудьми. Канадська асоціація Topfree Equal Rights Association (TERA) допомагає жінкам, юридично переслідуваним за появу в громадських місцях топлес, і бореться за зміну місцевого законодавства.

## Топлес в Україні
Поява жінки топлес в Україні є настільки ж легальною наскільки й поява чоловіка в такому вигляді, оскільки статтями 21 і 24 Конституції України гарантується рівність прав усіх людей, а стаття 24 зокрема забороняє будь-які привілеї чи обмеження людини за різними ознаками у тому числі й за ознакою статі.
Жіноча організація FEMEN з 2011 року влаштовувала протестні акції топлес. Апеляційний суд міста Києва розглядав правомірність затримання напіводягненої Ганни Деди з ім'ям «Кровосіся», що нагадує про обмовку прем'єр-міністра Миколи Азарова про «бюджетних упирів-кровосісів». «Суд був суворий, але справедливий. Ганна Деда визнана невинною, а дії міліції, що перешкоджають проведенню мирної акції, незаконними», — заявили у FEMEN. «Деда Ганна була виправдана у зв'язку з відсутністю складу адміністративного правопорушення по ст. 173 „дрібне хуліганство“. Суд затвердив, що топлес-протести під час громадських акцій є абсолютно законними», — заявив адвокат Деди Денис Овчаров.